# Cratere Bilwis
Bilwis è un cratere sulla superficie di Cerere.